# پنلئوس
پنلئوس (یونانی باستان: Πηνελέως) در اساطیر یونانی پسر هیپالکیموس و آستروپ و از فرماندهان در جنگ تروآ بود.
پیش از شروع جنگ به وی گفته شده بود تا همراه با آرگونات‌ها بادبان بکشد. وی از بویوتیا آمد تا فرماندهی ۱۲ کشتی را بر عهده گیرد. وی هم‌چنین فرماندهی نیروهای بویوتیایی را عهده‌دار شده بود زیرا تیسامنوس پادشاه تبای هنوز بسیار جوان بود.
وی در جنگ دو نفر از مردان تروآ را کشت، توسط پولیداماس زخمی شد و به‌دست فرزند تلفوس کشته شد.